# Akko (stad)

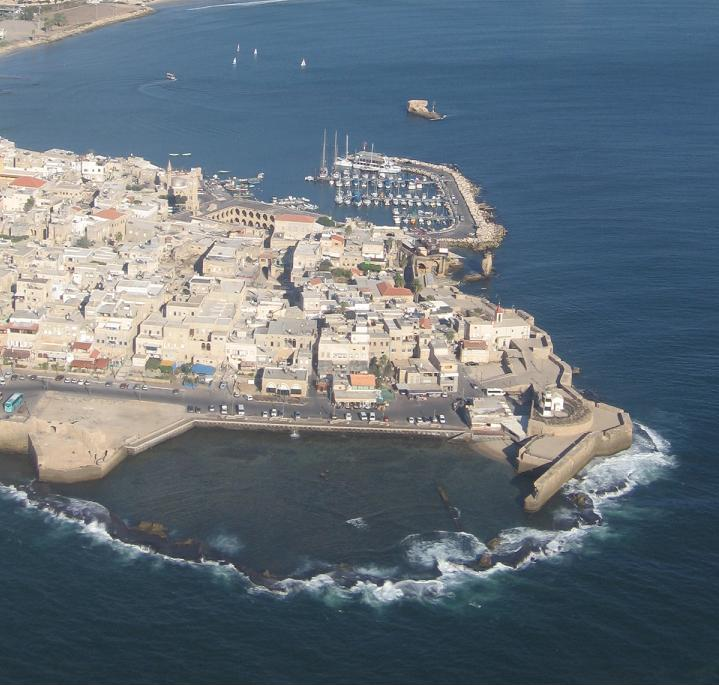
Het historische centrum van Akko vanuit de lucht.

Akko (Hebreeuws: עַכּוֹ, Arabisch: عكّا, Akka, ook 'Akká; voorheen ook Acre) is een oude havenplaats in het noorden van Israël, gelegen aan de Middellandse Zee. Ten zuiden van de stad bevindt zich een vissershaven, aan de Baai van Akko. De stad ligt 23 kilometer ten noorden van Haifa.
Akko heeft een karakteristieke middeleeuwse en oosterse uitstraling, met veel oude gebouwen en muren. In de Hellenistische en de Romeinse tijd droeg de stad de naam Ptolemaïs. De oude Palestijnse stad is een van de steden in Israël met een overwegend Arabische bevolking; Volgens het Israëlische Centraal Bureau voor Statistiek (jaar 2000) was 95% van de inwoners Arabisch in de oude stadswijk.
Tijdens de Arabisch-Israëlische Oorlog van 1948 werd het overgrote deel van de Arabisch-Palestijnse bevolking verdreven en vluchtte naar de oostelijk gelegen heuvels en naar Libanon. Sinds 1973 worden hier archeologische opgravingen gedaan.
In 2008 stamde 15% van de Arabische bevolking in de stad af van families die voor 1948 al in de stad woonden.

## Geschiedenis
Al sinds de IJzertijd woonden er mensen in Kanaan in de Levant. In Akka, en dorpen in het gelijknamige district dat zich uitstrekt tot twee kilometer ten oosten van de huidige stad, woonden Kanaänieten. Later vestigden zich er ook Feniciërs.
Volgens de Hebreeuwse Bijbel (in Richteren 1:31) werd Akka, na de verdeling van een deel van Kanaän onder de twaalf Israëlitische stammen, in bezit genomen door de stam Aser (אשׁר). Ze woonden er samen met de Kanaänieten.
Na uitgebreide verwoestingen en talrijke reconstructies bereikte Akka economische welvaart onder Perzische heerschappij. Na de campagne van Cambyses II tegen Egypte rond 526 voor Christus werd Akka uitgebreid tot een militair en economisch belangrijk centrum. Deze positie veranderde de daaropvolgende eeuwen niet.

### Griekse en Romeinse tijd
Grieken noemen de stad "Ake" (Ἄκη) wat "genezing" betekent. Volgens Griekse mythen zou Hercules hier kruiden gevonden hebben waarmee hij zijn wonden kon laten genezen. Vlak na de verovering van Alexander de Grote werd de naam gewijzigd in Antiochia Ptolemais.
Na de dood van Alexander de Grote kwam de stad in handen van de Ptolemaeën en kreeg ze ook haar nieuwe naam: Ptolemaïs. Daarna werd de stad Ptolemais genoemd, waarschijnlijk naar Ptolemaeus I Soter de opvolger van Alexander, die na de dood van Alexander bij de verdeling van het Rijk de (provincie) Egypte kreeg. De Romeinen bouwden de stad, die zij Colonia Claudia Caesar Ptolemaeis noemden, verder uit.
Na de definitieve verdeling van het Romeinse rijk in 395 na Chr. viel Akka toe aan het Oost-Romeinse Rijk, en later het Byzantijnse Rijk.

### Kruisvaarderstijd
In de Byzantijnse tijd floreerde de stad.
Nadat het leger van de Byzantijnse keizer Heraclius tijdens de slag bij de Jarmuk was verslagen door het islamitische leger van Khalid ibn Walid, en Jeruzalem was veroverd door de legers van kalief Omar, viel Akko in handen van het Rashidum-kalifaat. Later ging ze over in handen van de Omajjaden en de Abbasiden, totdat ze werd veroverd door koning Boudewijn I van Jeruzalem in 1104, na de Eerste Kruistocht. Akko werd toen de belangrijkste havenstad van het Heilige Land.
In 1187 werd de stad veroverd door de moslimleider Saladin en in 1189 probeerde koning Guy van Lusignan, koning van Jeruzalem, de stad te heroveren. De belegering was nog bezig toen de troepen van de Derde Kruistocht het land bereikten en het was uiteindelijk Richard Leeuwenhart die de stad in 1191 na het beleg van Akko wist in te nemen. Het garnizoen (nagenoeg drieduizend man) had zich na onderhandelingen overgegeven maar werd een maand later, toen Richard verder wilde trekken, alsnog afgemaakt.
Omdat de stad Jeruzalem in handen van de moslims was en niet heroverd kon worden, werd Akko hoofdstad van het koninkrijk Jeruzalem onder de naam Saint Jean d'Acre. De kruisvaarders lieten veel bouwwerken na en versterkten de stad. De hospitaalridders bouwden hun ziekenhuis en hadden er hun hoofdkwartier. De stad werd het laatste bolwerk van de kruisvaarders en viel pas na een bloedige belegering in 1291 in de handen van de Mammelukken, die over Egypte heersten. De stad werd verwoest en verlaten. Om te voorkomen dat ze opnieuw door de kruisvaarders gebruikt zou worden, werden de overgebleven gebouwen opgevuld en overdekt met aarde. De meeste overblijfselen uit deze tijd zitten thans dan ook ondergronds.

### Ottomaanse tijd
De Ottomaanse sultan Selim I veroverde de stad in 1517 en liet haar daarna verder vervallen. In 1697 stonden er alleen nog een karavanserai, een moskee en enkele boerderijen in dit gebied.
In 1749 maakte Dhaher al-Omar (Zahir al-Amr), een plaatselijke Bedoeïenen-sjeik er zijn residentie van. Hij begon wat nu de Oude Stad is op te bouwen. Zijn Turkse opvolger (en moordenaar) Jezzar Pasha (bijgenaamd Al-Jazzar, de slager) ging verder met de bouwwerkzaamheden. Hij legde versterkingen aan.
In 1799 belegerde Napoleon Bonaparte de stad als onderdeel van zijn expeditie naar Egypte. Hij was opgetrokken vanuit Egypte na de slag bij Aboekir en wilde naar het noorden om zo terug te kunnen naar Frankrijk en de Ottomanen te verslaan. Na een belegering van twee maanden, waarbij de Turken geholpen werden door een eskader van de Engelse vloot onder leiding van Sidney Smith, moest Napoleon de aftocht blazen.
Jezzar werd na zijn dood opgevolgd door zijn zoon Suleiman. Hij voerde een milder regiem dan zijn vader, waardoor de welvaart toenam. In 1831 werd hij afgezet door Ibrahim Pasha na een belegering van de stad. Uiteindelijk kwam de stad weer rechtstreeks onder Turks bestuur. De haven verzandde en zou worden overvleugeld door die van Haifa.

### Brits Mandaat
Tijdens het Britse mandaat werd de citadel van Akko gebruikt als gevangenis en deed ze dienst als een van de belangrijkste detentiecentra voor leden van de Joodse ondergrondse. Bekende gevangenen waren onder anderen Ze'ev Jabotinski, grondlegger van het revisionistisch zionisme, en Shlomo Ben-Josef, een lid van de zionistische jeugdbeweging Betar. In april 1938 werd Ben-Josef gearresteerd nadat hij samen met twee anderen een mislukte aanval uitvoerde op een Arabische bus met een handgranaat die niet ontplofte. De aanval vond plaats kort na een dodelijke aanslag waarbij zes Joden omkwamen. Hoewel er bij de busaanval geen slachtoffers vielen, werd Ben-Josef ter dood veroordeeld en in Akko opgehangen. Hij was de eerste Jood die in het mandaatgebied Palestina door de Britten werd geëxecuteerd.
Op 4 mei 1947 bestormde de Irgun de Acre-citadelgevangenis om de Joodse activisten te bevrijden. Circa 255 gevangenen ontsnapten, waarvan de meesten niet Joods, maar Arabisch waren. 27 Irgunstrijders wisten te ontsnappen. Direct na de ontsnapping werden er 9 mensen gedood, van wie er 5 bij de aanvallers hoorden. 8 gevangenen werden weer gepakt.

### Na de oprichting van de staat Israël
In het Verdelingsplan voor het Mandaatgebied Palestina, Resolutie 181 Algemene Vergadering Verenigde Naties van 1947 zou Akko in het Arabische deel komen te liggen. Dit plan werd door de Arabische landen verworpen, omdat zij Palestina als een geheel voor twee volken wilden behouden. De Joden riepen echter op 14 mei 1948, vlak voor de afloop van het mandaat, eenzijdig de onafhankelijke staat Israël uit. Op 17 mei 1948 werd de stad door de Israëlische troepen veroverd in de Arabisch-Israëlische Oorlog van 1948.
Deze kregen de stad, overbevolkt ten gevolge van een instroom van vluchtelingen/verdrevenen uit Haifa, in handen nadat deze dagenlang beschoten was, maar vooral omdat er een tyfusepidemie was uitgebroken onder de bevolking (en onder Engelse soldaten) die tientallen slachtoffers maakte. In het water dat via een aquaduct naar de stad gevoerd werd, bleken tyfusbacillen te zitten. Het Rode Kruis wees op een daad van besmetting van buiten de stad. De inwoners gaven zich over en vertrokken; huizen werden systematisch geplunderd door het leger.
De stad, zoals ze er vandaag uitziet, is grotendeels tijdens het Ottomaanse Rijk opgebouwd en voor een deel in de 17e eeuw door Druzen. Vele muren werden neergezet op de plaats van de ruïnes van de bouwwerken van de kruisvaarders. Sommige resten zijn echter nog zichtbaar.
Akko is in 2001 op de Werelderfgoedlijst van UNESCO geplaatst.

#### Gentrificatie
De bewonerssamenstelling in het oude historische stadscentrum van Akko verandert door gentrificatie. Oude huizen worden door de oorspronkelijke eigenaren verkocht aan projectontwikkelaars, en ook aan de staat gelieerde woningcorporaties als Old Acre Development Company en Amidar stoten delen van hun bezit af. Dit leidt tot een verandering in bevolkingssamenstelling doordat de huurders via verhuisbevelen of uithuisplaatsingen er niet langer kunnen blijven wonen. De panden worden na restauratie en renovatie verkocht aan meer kapitaalkrachtige bewoners.

#### Israëlisch-Palestijns conflict (2021)
In de twee weken vanaf 9 mei 2021, tijdens de ramadan, kwam het in Akko en in verscheidene andere Israëlische steden (zoals Lod/Lydda, Ramla/Ramleh, Haifa en Jaffo/Jaffa) met wijken met een aanzienlijk percentage Palestijnse inwoners tot onverwachte ongeregeldheden. Deze gingen de straat op en koelden hun woede op eigendommen van Joodse inwoners. Dit leidde weer tot een gewelddadige reactie van de kant van Joodse groepen van buiten die verhaal kwamen halen. Er viel een Palestijnse dode (in Lod) en er waren gewonden. Een synagoge brandde uit. Als directe reden voor deze geweldsuitbraak wordt genoemd woede over de inval van Israëlische politie-eenheden in de Al Aqsa-moskee in Jeruzalem en de dreigende huisuitzetting van Palestijnse families in de wijk Sheikh Yarrah daar. Maar er is ook onvrede over verwaarlozing door de Joodse Staat (te weinig politietoezicht en toename criminaliteit), over gentrificatie en over wat gezien wordt als de overname van "hun" buurten door leden van de religieuze zionistisch-joodse Torah-Kernen-beweging (Garin HaTorani).
Deze hebben zich de laatste jaren, vaak komend vanaf de Westelijke Jordaanoever, gevestigd in deze gemengde wijken om het Joodse karakter ervan te versterken (en dus het Arabische te verminderen).

## Archeologie

#### De Ridderzaal

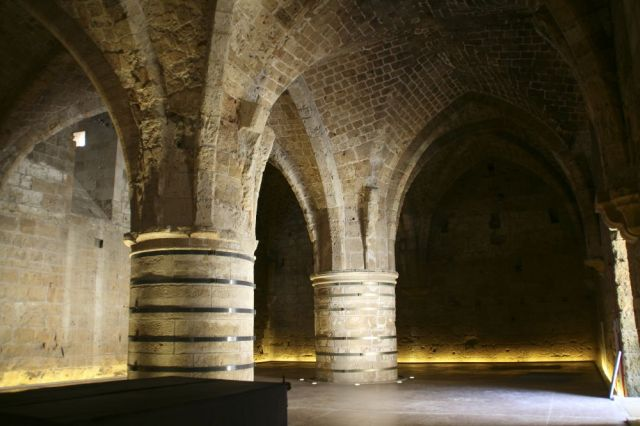
Ridderzaal

Onder de citadel en gevangenis van Akko hebben archeologische opgravingen een deel van de oudere stad van de kruisvaarders blootgelegd. Het betreft een complex van hallen, waarvan de Ridderzaal de grootste is. Dit complex werd gebouwd en gebruikt door de Orde van Hospitaalridders. De Ridderzaal wordt gedomineerd door drie dikke zuilen die de kruisgewelven ondersteunen. De opgravingen gaan nog steeds door. Daardoor kan Akko op toeristische belangstelling rekenen.

## Klimaat
| Maand                  | jan  | feb  | mrt  | apr  | mei  | jun  | jul  | aug  | sep  | okt  | nov  | dec  | Jaar |
| ---------------------- | ---- | ---- | ---- | ---- | ---- | ---- | ---- | ---- | ---- | ---- | ---- | ---- | ---- |
| Gemiddeld maximum (°C) | 17,0 | 17,5 | 19,6 | 23,9 | 26,2 | 29,3 | 31,1 | 31,4 | 29,9 | 28,0 | 24,0 | 19,2 | 24,8 |
| Gemiddeld minimum (°C) | 8,9  | 8,7  | 10,5 | 13,6 | 17,2 | 20,6 | 23,0 | 23,6 | 21,7 | 18,5 | 14,1 | 10,9 | 15,9 |
|                        |      |      |      |      |      |      |      |      |      |      |      |      |      |
| Neerslag (mm)          | 125  | 92   | 53   | 24   | 3    | 0    | 0    | 0    | 1    | 28   | 77   | 136  | 539  |
| Bron: WeerOpReis.com   |      |      |      |      |      |      |      |      |      |      |      |      |      |

## Sport
Hapoel Akko is de professionele voetbalclub van Akko.

## Bezienswaardigheden
- Burj Kuraijim (Ottomaans kustbastion)
- Achmed Al-Djazzar-moskee
- Citadel
- kruisvaardersburcht (met Johannieter crypte)
- El Djazzarmuur
- Khan el-Umdan (Karavansarai met de zuilen)
- Khan al-Farandj (met Franciscaans klooster, 1218 gj)
- Khan esh-Shavarda en markt
- Stedelijk museum
- Soek (Arabische markt)
- Strand
- Haven
- Vuurtoren

## Geboren
- Gai Assulin (1991), voetballer
- Ghassan Kanafani (1936-1972), Palestijns (toneel)schrijver